# Bermondsey (London)
Bermondsey ist ein Stadtteil von London am Südufer der Themse und gehört zum London Borough of Southwark. Im Westen liegt Southwark, im Osten Rotherhithe und im Süden schließen sich Walworth und Peckham an.

## Geschichte

### Toponymie
Bermondsey leitet sich aus dem altenglischen Namen Beornmund und der ebenfalls altenglischen Bezeichnung eg für Insel her. Beornmund war wohl der Name einer Person, die mit diesem Ort in Zusammenhang stand und eg, das sich später zu ey wandelte, bezeichnete neben einer Insel auch einfach ein Stück Land an einem Fluss. Daher muss Bermondsey in angelsächsischer Zeit nicht unbedingt eine Insel gewesen sein, sondern vermutlich ein höheres, trockenes Stück Land inmitten einer Flussmarsch. Eigentlich ist Bermondsey erstmals im Domesday Book von 1086 schriftlich erwähnt, aber es gibt noch eine frühere Quelle, von der nur noch eine im 12. Jahrhundert in der Peterborough Abbey hergestellte Kopie existiert, die glaubhaft frühere Ereignisse beschreibt: Der Brief von Papst Konstantin (708–715), in dem er einem Kloster Vermundsei Privilegien verleiht, das damals vom Abt von Medeshamstede (alter Name von Peterborough) geleitet wurde.

### Angelsächsische und normannische Perioden

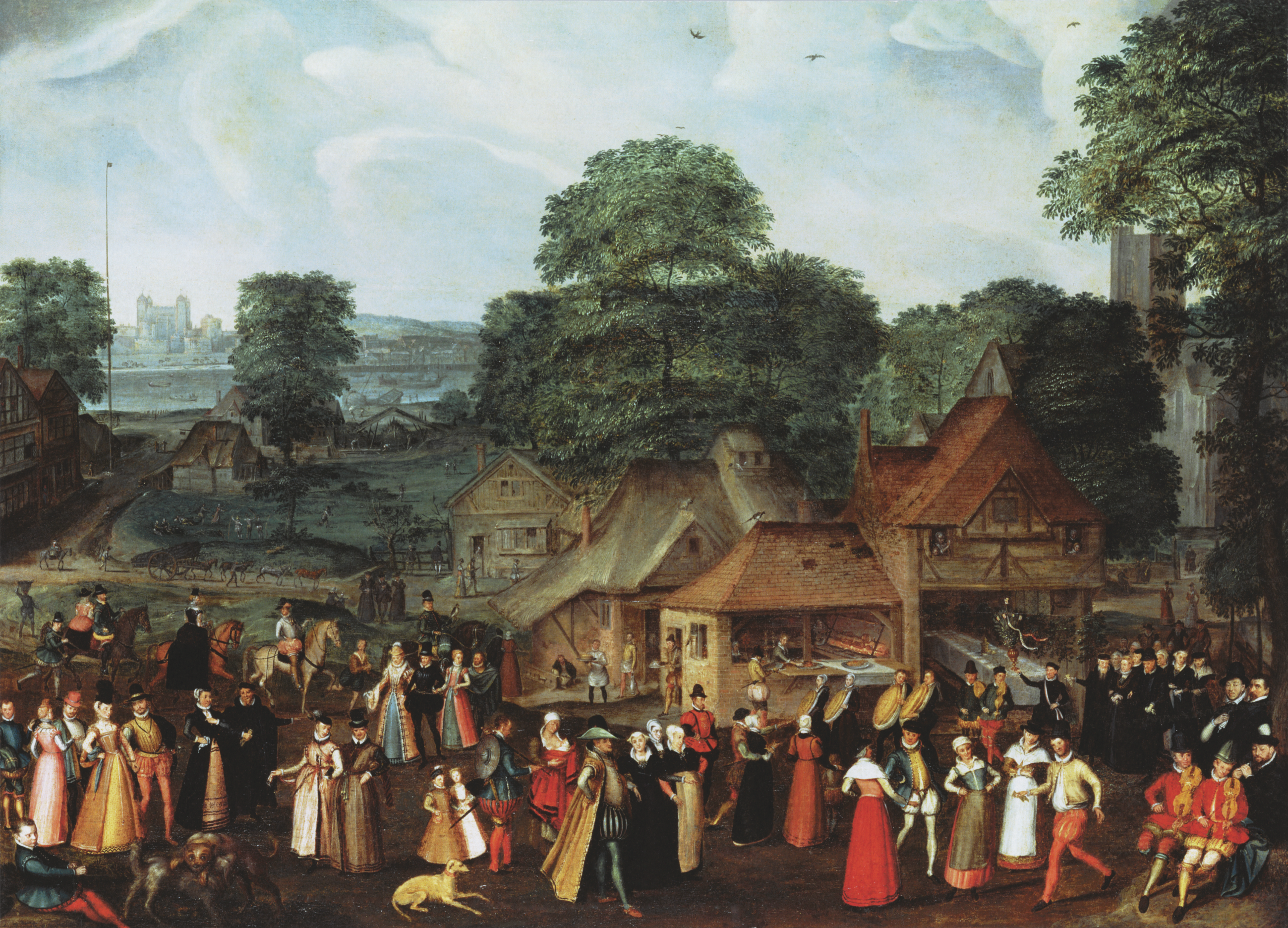
A Fête at Bermondsey von Georg Hoefnagel (ca. 1569) mit dem Tower of London in der Ferne

Bermondsey taucht im Domesday Book als Bermundesy oder Bermundeseye auf. Der größte Teil war damals in den Händen von Wilhelm dem Eroberer, aber ein kleiner Teil gehörte auch Robert de Conteville, des Königs Halbbruder und jüngerem Bruder von Odo von Bayeux, damals Earl of Kent. Ihre „Domesday“-Besitzungen waren mit 13 Hides, „einer neuen, schönen Kirche“, fünf Pflügen, 20 Acres (81.000 m²) Wiese und Wald für fünf Schweine angegeben. Sie erbrachten insgesamt £ 15. Ebenfalls umfassten sie Interessen in London, auf die 13 Burgesses (44 Pence, £ 0,18) bezahlt wurden.
Die im Domesday Book erwähnte Kirche war vermutlich die wachsende Bermondsey Abbey, die 1082 als Priorei der Abtei Cluny gegründet wurde und dem Heiligen Salvator (engl.: St Saviour) geweiht war. Mönche der Abtei begannen, die Gegend zu entwickeln, das Land zu kultivieren und die Flussufer zu befestigen. Sie legten im Gebiet des Ästuars des Neckinger ein Hafenbecken an, das sie nach ihrer Abtei St Saviour’s Dock nannten. Aber Bermondsey war damals wenig mehr als ein erhöhter Straßendamm (heute: Bermondsey Street), der vom Themseufer an der heutigen Tooley Street zum Tor der Abtei hinaufführte.
Dem Tempelorden gehörte auch Land hier und er gab einer der bekanntesten Straßen Londons, der Shad Thames (Verballhornung von „St-John-at-Thames“), ihren Namen. Weitere kirchliche Besitzungen waren nahe der Tooley (Verballhornung von „St Olaf“) Street im Herrenhaus Southwark des Erzbischofs von Canterbury, wo reiche Bürger und kirchliche Würdenträger, wie z. B. die Priore von Lewes und St. Augustin in Canterbury und der Abt von Battle, ihre Häuser hatten.

### 14. Jahrhundert
König Eduard III. erbaute 1353 ein Herrenhaus nahe der Themse in Bermondsey. Die Ausgrabungen von dessen Fundamenten kann man in der Straße Bermondsey Wall East in der Nähe des Pubs Famous Angel sehen.

### 17. Jahrhundert
Mit der Entwicklung über die Jahrhunderte wurde Bermondsey großen Veränderungen unterzogen. Nach dem großen Brand von London siedelten sich die Gutsituierten dort an und das Viertel wurde zu einer Art Gartenvorstadt, insbesondere entlang der Grange Road, als die Bermondsey Street weiter urbanisiert wurde, und entlang der Jamaica Road und Lower Road. Im 17. Jahrhundert wurde dort ein Wandelgarten angelegt, woran heute noch der Straßenname Cherry Garden Pier erinnert. Samuel Pepys besuchte das Jamaica House und Cherry Gardens 1664 und notierte in seinem Tagebuch, dass er sie „lustig singend“ verließ.
Eines der wenigen Gebäude aus dieser Zeit, die bis heute überlebt haben, ist die Kirche St Mary Magdalen an der Bermondsey Street, die 1690 fertiggestellt wurde (auch wenn bereits im 13. Jahrhundert dort eine Kirche erwähnt wurde). Diese Kirche wurde weder bei der Neugestaltung des Viertels im 19. Jahrhundert angetastet noch durch die deutschen Luftangriffe auf London im Zweiten Weltkrieg beschädigt. Nicht nur in Bermondsey stellt eine Kirche aus dieser Zeit eine Besonderheit dar, in der gesamten Innenstadt von London sind solch alte Gebäude selten.

### 18. Jahrhundert
Im 18. Jahrhundert führte die Entdeckung einer Quelle zur Entwicklung von Bermondsey als Heilbad. Die Spa Road zwischen der Grange Road und der Jamaica Road erinnert noch heute daran. Eine neue Kirche entstand für die wachsende Bevölkerung und wurde als St John Horleysdown geweiht.

### 19. Jahrhundert
Am Themseufer in Bermondsey schuf der Maler William Turner sein bekanntes Gemälde The Fighting Temeraire Tugged to her Last Berth to be Broken Up (1839), in dem er das alte Kriegsschiff malte, das nach Rotherhithe zur Abwrackung geschleppt wurde.
Mitte des 19. Jahrhunderts waren Teile von Bermondsey, insbesondere entlang des Flusses, zu berüchtigten Slums geworden, in denen vom Land zugewanderte Arbeiter der neuen Industriewerke und Hafenanlagen wohnten. Das Gebiet östlich des St Saviour’s Docks, das Jacob’s Island genannt wurde, war eines der schlimmsten in London. Charles Dickens machte es in seinem Roman Oliver Twist unsterblich, wo der Hauptschurke Bill Sikes einen schmutzigen Tod im Schlamm des Folly Ditch fand – die Folge eines Angriffs von Spring Heeled Jack, der 1845 Jacob’s Island unsicher gemacht haben soll. Dickens gibt eine lebhafte Beschreibung der damaligen Verhältnisse:

„... verschrobene hölzerne Galerien, die üblicherweise an der Hinterseite von einem halben Dutzend Häusern angebracht sind, mit Löchern, durch die man auf dem Schlamm darunter sehen kann; Fenster, zerbrochen und geflickt, mit herausstehenden Holzstäben, an denen das Leinen getrocknet werden kann, das nie da ist; Zimmer so klein, so schmutzig, so beengt, dass die Luft zu verdorben selbst für den Dreck und den Schmutz darin scheint; hölzerne Kammern, die sich nach außen über den Schlamm recken und in ihn zu fallen drohen – wie es auch schon einige Male geschehen ist; dreckbeschmierte Wände und faulende Fundamente, jeder abstoßende Gesichtszug der Armut, jedes ekelhafte Anzeichen von Unflat, Fäulnis und Abfall: all das ziert die Ufer von Jacob’s Island.“

Das Rathaus von Bermondsey wurde 1881 an der Spa Road gebaut. Im 19. Jahrhundert und Anfang des 20. Jahrhunderts wurde das Viertel mit Ausweitung des Flussverkehrs und der Einführung der Eisenbahn entscheidend umgestaltet. Londons erster Passagierbahnhof entstand 1836 an der London Bridge durch die London to Greenwich Railways (nachmalig: South Eastern Railways). Die erste Strecke dieser Eisenbahn wurde zwischen dem Bahnhof Spa Road und der Deptford High Street in Betrieb genommen. Erstere Station wurde 1915 geschlossen.

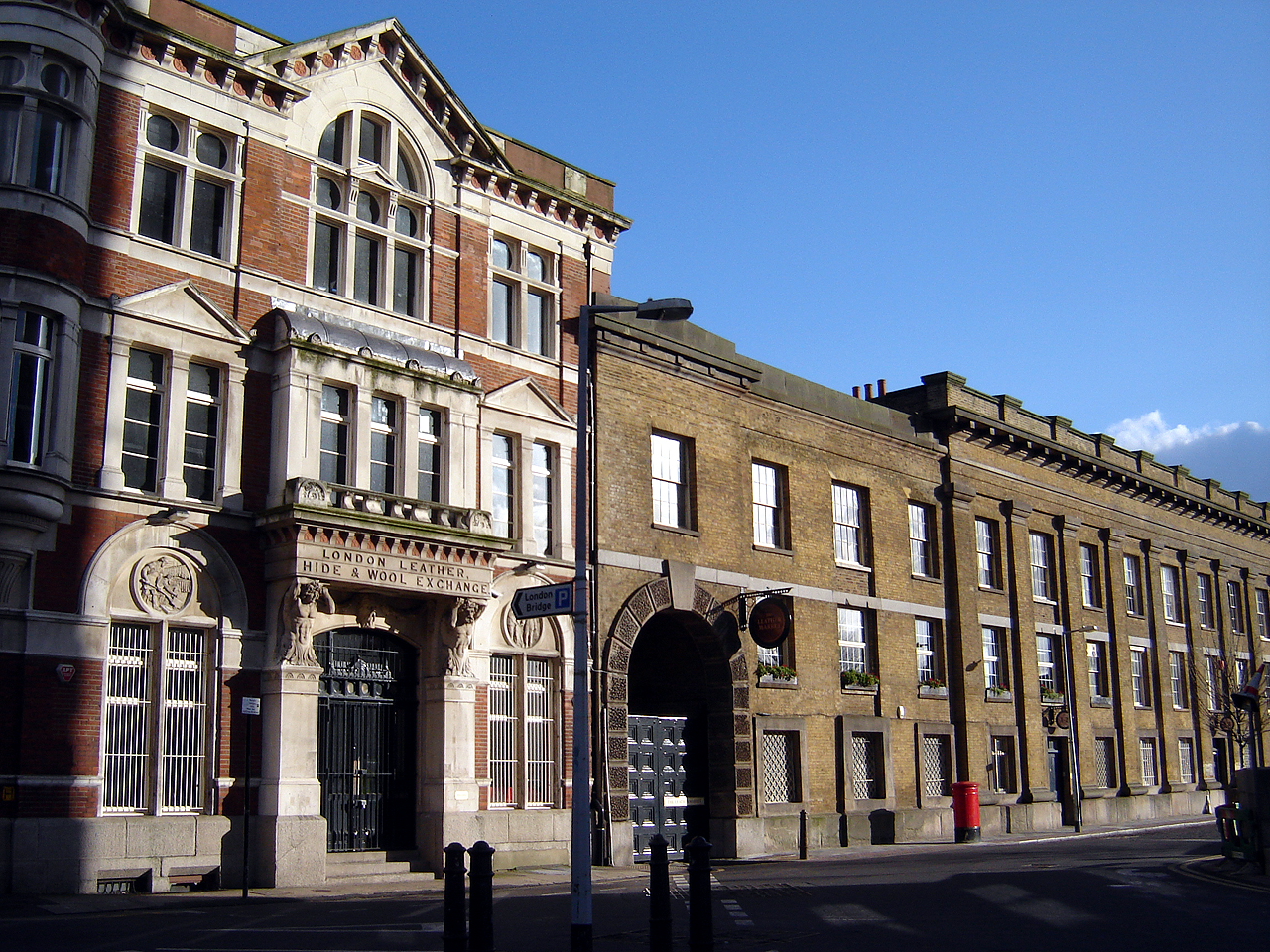
Leather, Hide and Wool Exchange in Bermondsey (März 2007)

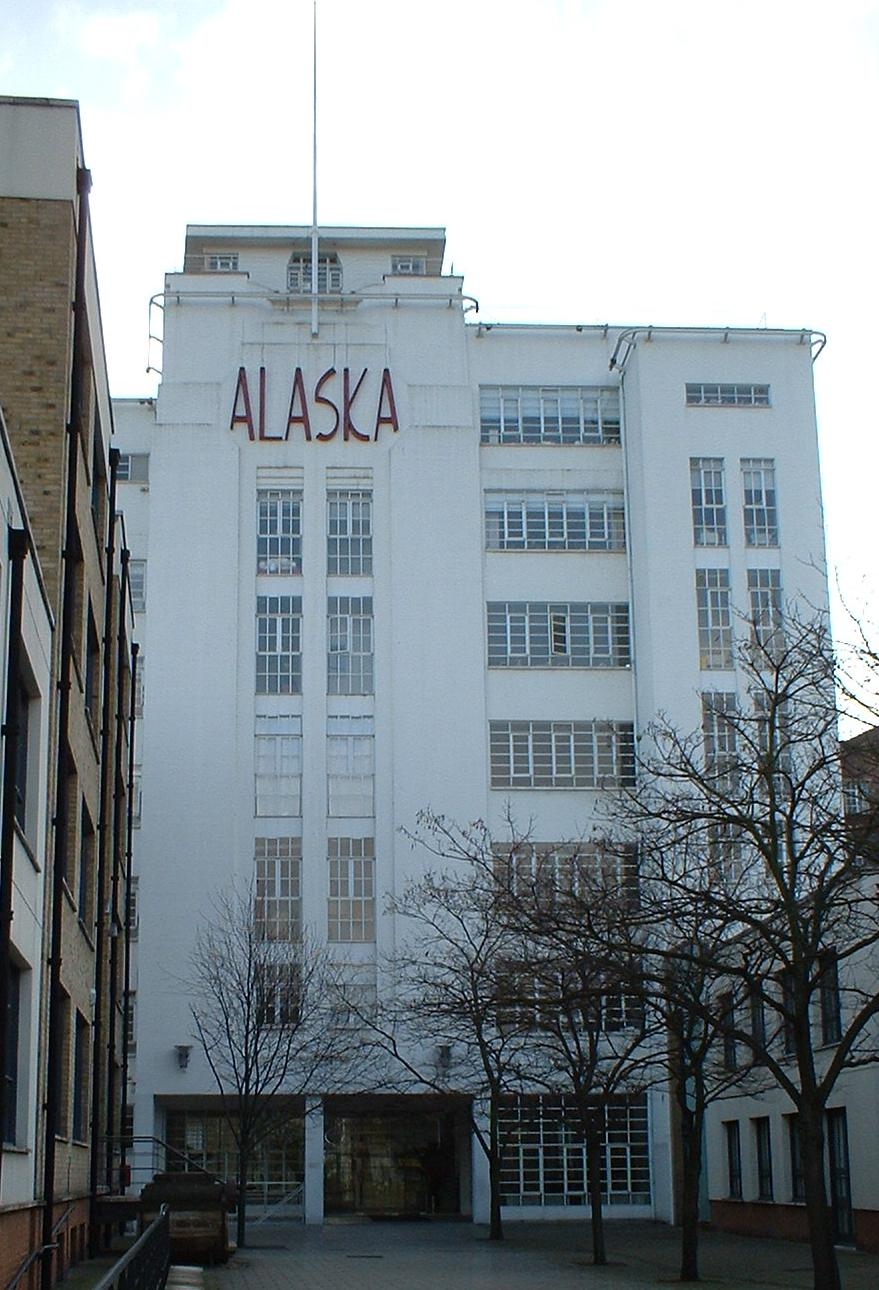
Frühere Alaska-Fabrik in Bermondsey

Der industrielle Boom des 19. Jahrhunderts führte zu einer Ausweitung der schon in früherer Zeit installierten Fertigungskapazität in Bermondsey. Wie im Eastend wurden viele Industriebetriebe auch hier angesiedelt, die man für zu laut und zu schmutzig für die beengte Innenstadt von London hielt; eine davon war die Behandlung und der Handel mit Leder und Tierhäuten. Viele Gebäude aus dieser Zeit haben um die Leathermarket Street bis heute überlebt, u. a. die riesige Leder-, Haut- und Wollbörse (heute ein Wohngebäude mit kleinen Ladengeschäften). Die Gerberei Hepburn and Gale’s (geschlossen 2007) an der Long Lane war ebenfalls ein wichtiger Überlebender der Lederverarbeitung.

### 20. Jahrhundert

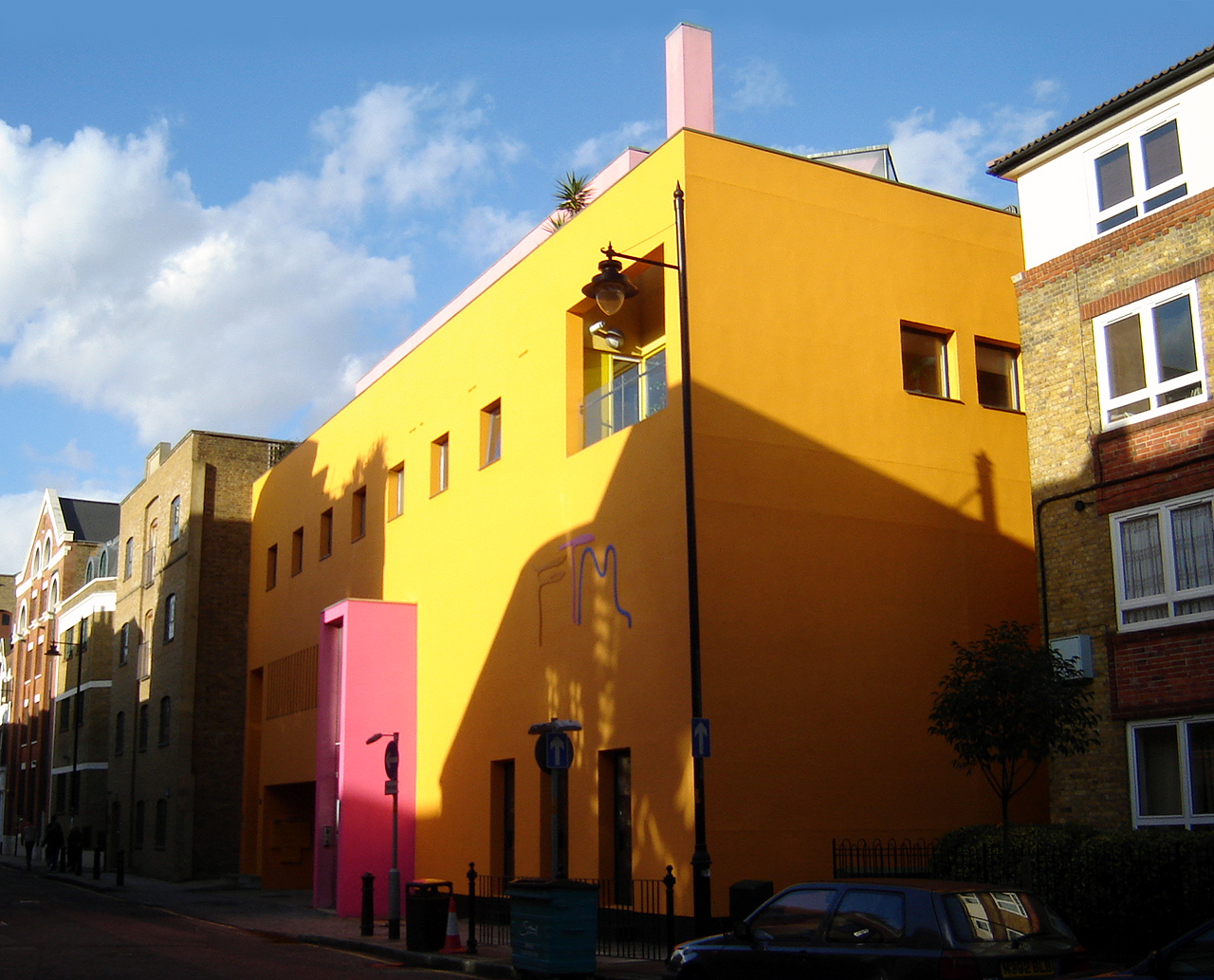
Bermondsey Fashion and Textiles Museum (März 2007)

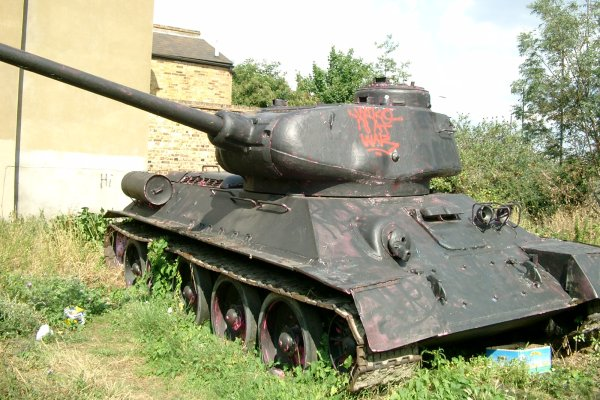
T-34-Panzer am Mandela Way

Östlich der Tower Bridge wurden die 3½ Meilen (5,6 km) von Bermondseys Ufern mit Lagerhäusern und Schiffsliegeplätzen bebaut, dessen bekanntester die Butler’s Wharf ist. Sie überlebten das zerstörerische Bombardement des Zweiten Weltkrieges und wurden dann in den 1960er-Jahren mit dem Zusammenbruch des Flusshandels überflüssig. Nachdem sie einige Jahre brachlagen, nahm sich in den 1980er-Jahren die London Docklands Development Corporation (LDDC) ihrer an. Sie wurden in eine Mischung aus Wohn- und Geschäftsviertel umgewandelt und wurden zu den edelsten und gesuchtesten Immobilien in London. 1997 besuchten der US-amerikanische Präsident Bill Clinton und der britische Premierminister Tony Blair die Gegend, um im Restaurant Pont de la Tour in Butler’s Wharf zu speisen.
In Bermondsey war Londons erste Eisenbahnstrecke beheimatet, die von der Spa Road ausging und Teil der Verbindung von der London Bridge nach Greenwich war, und der Eisenbahnknotenpunkt Tunnel Rotherhithe von Brunel wurde zu einem Teil der East London Railway mit den anfänglichen Verbindungen vom Bahnhof Liverpool Street über Whitechapel nach New Cross und zum New Cross Gate. Ende des 20. Jahrhunderts wurden die Eisenbahnlinien in London umorganisiert und die Strecken in Bermondsey eingeschränkt. 2000 korrigierte man dies mit der Eröffnung der U-Bahn-Station Bermondsey auf der Verlängerung der Jubilee Line und der East London Line des neuen London Overground, die wieder Verbindungen mit der Londoner City und dem Norden Londons schafft.

## Gebietsreformen

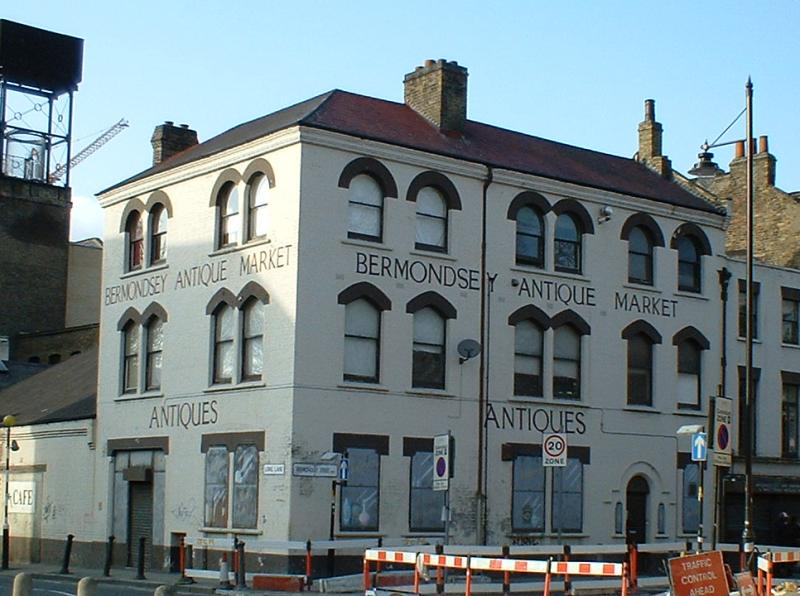
Antiquitätenmarkt in Bermondsey

Das erste Bermondsey ist der Standort des angelsächsischen Klosters und aus späteren Quellen wissen wir, dass das Gebiet um die normannische Abtei Bermondsey und das Herrenhaus so genannt wurde, die wiederum Teil der mittelalterlichen Kirchengemeinde war. In den Parlamentsrollen wird es als „in Southwark“ beschrieben. Die spätere Gemeinde Bermondsey umfasste Rotherhithe und St Olave’s nicht, was im Metropolis Management Act von 1855 festgelegt wurde. Die Kirchengemeinden St Olave und St John Horleysdown in Southwark (letztere aus ersterer hervorgegangen), sowie St Thomas, bildeten seit dieser Zeit eine Pfarreiengemeinschaft namens St Olave. Darauf einigte man sich 1889 in der Grafschaft London. 1899 wurde der Einzeldistrikt St Olave und St Thomas gebildet und im Jahr darauf mit Rotherhithe und einem Teil von Deptford zusammen mit Bermondsey zum Metropolitan Borough of Bermondsey verschmolzen. Diese Körperschaft ging 1964 bei der Umorganisation von Greater London im London Borough of Southwark auf.

## Wahlbezirke
Die Stadtbezirksverwaltung von Southwark hat die Vorstadt in eine Reihe von Stadtwahlbezirken aufgeteilt. Die Wahlkreise Grange, Riverside und South Bermondsey bilden den Wahlbezirk Bermondsey.
Die Vertretung von Bermondsey im Parlament veränderte sich mit seiner Bevölkerungszahl. Seit Ende des 13. Jahrhunderts war es Teil des Wahlbezirks Southwark. Von 1885 bis 1918 gab es einen eigenen Wahlbezirk Bermondsey, der einen Teil des älteren Wahlbezirks Southwark umfasste. 1918 wurde der zugehörige Parlamentssitz zwischen zwei neuen Gebietskörperschaften aufgeteilt: Rotherhithe und Bermondsey West, die bis zur Parlamentswahl 1950 aktuell blieben. Dann erhielt Bermondsey seinen eigenen Parlamentssitz zurück.
1983 fand die berühmte Nachwahl in Bermondsey statt, bei der der Labour-Abgeordnete Peter Tatchell 44 % der Stimmen und seinen sichergeglaubten Parlamentssitz an den Liberalen Simon Hughes verlor. Hughes vertrat seitdem den Wahlbezirk, obwohl die Grenzen und die Benennung des Wahlbezirks sich verändert haben. Für die Parlamentswahl 1983, die einige Monate nach der Nachwahl stattfand, wurde ein neuer Wahlbezirk Southwark and Bermondsey geschaffen, der 1997 in North Southwark and Bermondsey umbenannt wurde seit 2010 Bermondsey and Old Southwark heißt.

## Persönlichkeiten
- Henry Barlow Carter (1803–1867), Maler
- Robert Hassell (1876–1947), Schwimmer und Wasserballspieler
- Walter How (1885–1972), Seemann und Antarktisreisender
- Jackie Fisher (1925–2022), Fußballspieler
- Madeline Duggan (* 1994), Schauspielerin